# لاسلو كوزما
لاسلو كوزما (بالمجرية: Kozma László)‏ هو مهندس وعالم حاسوب مجري، ولد في 28 نوفمبر 1902 في ميشكولتس في المجر، وتوفي في 9 نوفمبر 1983 في بودابست في المجر.